# Eller-eliminering
Eller-eliminering eller eliminering av disjunktion är en logisk härledningsregel inom satslogiken med formen:
{\displaystyle {\begin{array}{cc}A\lor B&\mathrm {(premiss)} \\A&\mathrm {(premiss)} \\\hline A&\mathrm {(slutsats)} \end{array}}}
eller
{\displaystyle {\begin{array}{cc}A\lor B&\mathrm {(premiss)} \\B&\mathrm {(premiss)} \\\hline B&\mathrm {(slutsats)} \end{array}}}
Det vill säga om en av de ingående delarna i satsen "A eller B" är sann så är denna ingående del sann även för sig själv, vilket leder till elimination av disjunktion.
```
    Exempel: 
    A = "Jag vill ha kaffe"
    B = "Jag vill ha te"
    A 
∨
 B (Jag vill ha kaffe eller jag vill ha te)
    Jag vill ha kaffe. ; premiss
    Slutsats: Jag vill ha kaffe.
```